# 30051 Jihopark
30051 Jihopark este un asteroid din centura principală de asteroizi.

## Descriere
30051 Jihopark este un asteroid din centura principală de asteroizi. A fost descoperit pe 8 martie 2000 la Socorro, New Mexico, în cadrul proiectului LINEAR. Asteroidul prezintă o orbită caracterizată de o semiaxă mare de 3,04 ua, o excentricitate de 0,10 și o înclinație de 3,6° în raport cu ecliptica.